# Anne Wadman
Anne Sybe (of Sijbe) Wadman (Langweer, 30 november 1919 – Sneek, 6 februari 1997) was een Nederlands (toneel)schrijver, dichter, literatuurcriticus en letterkundige die in het Fries en het Nederlands schreef. Hij wordt algemeen erkend als een van de grootste figuren in de Friese literatuur van de twintigste eeuw.

## Levensloop
Wadman was het oudste kind van Gatze Wadman, gemeenteontvanger, en Teatske de Jong. Al tijdens zijn middelbareschooltijd publiceerde hij Friestalige poëzie in verschillende tijdschriften. Wadman studeerde vanaf 1939 Nederlands, geschiedenis, Fries en musicologie aan de Gemeentelijke Universiteit van Amsterdam, aanvankelijk als extraneus. Tijdens de Tweede Wereldoorlog tekende hij de loyaliteitsverklaring. Hij werkte in Langweer bij de gemeentelijke distributiedienst en dook aan het eind van de oorlog onder. Na de oorlog zette hij zijn studie voort, en in 1948 behaalde Wadman zijn doctoraalexamen Nederlands. Hij promoveerde in 1955 aan de Rijksuniversiteit Groningen cum laude op een dissertatie over de negentiende-eeuwse schrijver Hjerre Gjerrits van der Veen. Wadman werkte als leraar en conrector aan verschillende onderwijsinstellingen in Friesland en Groningen. De Friese schrijfster Hylkje Goïnga (1930-2001) was zijn tweede vrouw; ze kregen samen drie kinderen.
Als redacteur en criticus was Wadman verbonden aan literaire tijdschriften als Podium en De Tsjerne, en aan dagbladen als de Leeuwarder Courant, en de Friestalige edities van De Waarheid en Het Vrije Volk.

Politiek was Wadman links georiënteerd; zo onderhield hij goede contacten met schrijver Theun de Vries en filosoof Lolle Nauta. Ook gaf hij enkele jaren het eenmanstijdschrift De Teannewâdder uit, waarin onder meer In slet fan tsien dollar verscheen, zijn vertaling van Sartres La putain respectueuse (1947).
In 1948 werd zijn romandebuut Fioele en faem gepubliceerd. Het in 1963 gepubliceerde De Smearlappen, veroorzaakte door de beschrijving van openlijke seksuele perversie een literaire rel en kreeg brede nationale aandacht. Het werd ook vertaald in het Nederlands. Daarna werden meerdere van zijn boeken in het Nederlands uitgebracht, maar een echte doorbraak naar het Nederlandstalige publiek is er nooit gekomen.
In een televisie-interview voor Omrop Fryslân zegt Wadman over de thematiek van zijn werk het volgende: "Het mislukken speelt altijd een vrij grote rol. Het thema van de mens die zichzelf vastwerkt in een of ander probleem; die de dingen niet aankan. De verliezer, zou je bijna kunnen zeggen. En dan ook vaak in en door relaties. De antiheld, wordt er wel gezegd. Maar ik weet niet of dat een goede formule is, antiheld. Maar het is wel zo dat mijn romanfiguren in 't algemeen niet zulke grote Tarzans zijn; maar meer wat figuren die maar moeilijk in het leven omkrassen, en vaak aan het eind een negatieve balans moeten opmaken."
Naast poëzie en romans, schreef hij ook toneeldrama en kritische essays. In 1952 ontving Wadman de Gysbert Japicxpriis voor Kritysk konfoai. In 1989 werd deze prestigieuze prijs hem nogmaals toegekend, nu voor zijn gehele oeuvre.
Wadman was een kenner van het werk van Simon Vestdijk, waar hij verschillende essaybundels aan wijdde. Begin jaren tachtig ontstond het plan om samen met Hans Visser een biografie van de auteur samen te stellen. Dit plan strandde toen de weduwe van Vestdijk haar medewerking staakte, en Wadman zich genoodzaakt zag om zich terug te trekken.
Wadman was tevens een uitstekend musicus. Hij fungeerde als concertmeester, en bij gelegenheid als solist, van het Fries Kamerorkest.

## Beknopte bibliografie
- Fan tsien wâllen (Van tien wallen, 1945)
- Op koart front (Op kort front, 1945)
- Fioele en faem (Viool en geliefde, 1948)
- Reedridder (Schaatsridder, 1949)
- Frieslands dichters (1949; bloemlezing)
- Kritysk konfoai (Kritisch konvooi, 1951; essays)
- Yn 'e lytse loege (In de vernieling, 1960)
- Hoe moat dat nou, Marijke? (Hoe moet dat nu, Marijke?, 1960)
- De oerwinning fan Bjinse Houtsma (De overwinning van Bjinse Houtsma, 1962)
- De smearlappen (De smeerlappen, 1963)
- Kûgels foar in labbekak (Kogels voor een labbekak, 1964)
- Handdruk en handgemeen. Leesavonturen met Simon Vestdijk (1965; essays)
- By de duvel to bycht (Bij de duivel te biecht, 1966)
- De feestgongers (De feestgangers, 1968)
- Mei Abraham fûstkje (Handdruk met Abraham, 1969)
- It rammeljen fan de pels (Een klein sadistisch trekje, 1970, 1983; Nederlands)
- As in lyts baeske (Als een klein baasje, 1973)
- Yn Adam's harnas (In Adams harnas, 1982)
- De verkrachting (1984; Nederlands)
- De terechtstelling (1987; Nederlands)
- De fearren fan de wikel (De veren van de torenvalk, 1990)
- It kritysk kerwei (Het kritisch karwij. Recensies en beschouwingen 1950-1970, 1990)
- Oer oarmans en eigen (Over andermans en eigen. Essays en kritieken 1972-1994, 1994)
- In okse nei de slachtbank (Een os naar de slachtbank, 1994)